# Grbovi dalmatinskog komunalnog plemstva – B
Za grbove dalmatinskog komunalnog plemstva ne vrijede zakoni heraldike zbog posebnih uvjeta nastanka i vlasnika istih. Grbovi dalmatinskog komunalnog plemstva pripadaju krugu talijanskog komunalnog plemstva gdje je tradicija opisivanja s gledišta promatrača.
Grbovi s početnim slovom B

## Grbovi
| Grb | Kuća i opis grba |
| --- | --- |
|     | Bajamonti (Split) Titula: Porečko plemstvo (HR) Na plavom polju srebreni pas stoji na zelenom trobrjegu. [1/17,2/1,4/6] |
|     | Bakić (Split) Titula: - (HR) I. Na crvenom polju zlatna lijevo kosa greda, duž grede 3 crna polumjeseca, iznad grede 3 vodoravna srebrena krila, ispod grede 3 vodoravna srebrena krila. [2/1, 5/121] - (HR) II. Na zlatnom polju crvena lijevo kosa greda, duž grede 3 srebrena polumjeseca, iznad grede 3 vodoravna crna krila, ispod grede 3 vodoravna crna krila. [2/82] - (HR) III. Na zlatnom polju crvena lijevo kosa greda, duž grede 3 crna polumjeseca, iznad grede 3 vodoravna srebrena krila, ispod grede 3 vodoravna srebrena krila. [2/82] - (HR) IV. Na plavom polju zlatna lijevo kosa greda, duž grede 3 crna polumjeseca, iznad grede 3 vodoravna srebrena krila, ispod grede 3 vodoravna srebrena krila. [6/96] |
|     | Ballafusa (Kotor) Titula: (HR) Na crnom 2 desno kose srebrene grede, iznad greda 5 srebrenih krugova 2, 2, 1, ispod greda 5 srebrenih krugova 1, 2, 2. [1/18] |
|     | Bapčić (Pag) Titula: (HR) Okomita podjela, lijevo na plavom polju 2 desno kose srebrene grede, desno polje ljubičasto. [7/3] |
|     | Barbieri (Split,Trogir,Zadar) Titula: - (HR) I. Na srebrenom polju zeleno stablo s korijenom, uz stablo naslonjen zlatni lav, [1/17] - (HR) II. Na srebrenom polju zeleno stablo s korijenom, uz stablo naslonjen zlatni leopard, iznad leoparda šesterokraka zlatna zvijezda. [8] - (HR) III. Kameni reljef na bifori I kata kuće Barbijeri, Obrov, Trogir |
|     | Begna, Benja, Benja od Posedarja, Benković, Kožić (Zadar) Titula: Conte veneto, zadarsko plemstvo, austrijska potvrda plemstva - (HR) Na zlatnom polju pantera naravne boje (srebrena), (Begna). [1/11,3,2/18] - (HR) Podjela na četvrtine s grbom u sredini. 1 četvrtina na crvenom polju zlatna kruna koja stoji na zelenom tlu. Iznad krune dva srebrena grifona drže zeleni vijenac, iznad lijevog grifona srebreni polumjesec, iznad desnog grifona šestero kraka srebrena zvijezda, 2 i 3 četvrtina na srebrenom polju dva uspravna crna krila povezana vodoravnom zlatnom gredom, iza grede stoje tri prekrižena zlatna koplja, 4 četvrtina vodoravna podjela, gore na crvenom polju zlatna kruna u kojoj stoji srebrena guska glavom okrenuta u desno, guska je okrunjena zlatnom krunom i ima oko vrata zlatni lanac s zlatnim medaljonom, dolje šahovsko polje plavo srebreno. Središnji grb: na zlatnom polju crna grifon. [1/1] - (HR) Podjela na četvrtine s grbom u sredini. 1 četvrtina na crvenom polju zlatna kruna koja stoji na zelenom tlu. Iznad krune dva zlatna grifona koji u zubima drže zeleni vijenac, iznad lijevog grifona srebreni polumjesec, iznad desnog grifona zlatna šestero kraka zvijezda, 2 i 3 četvrtina na srebrenom polju dva uspravna crna krila povezana vodoravnom zlatnom gredomiza grede stoje tri prekrižena zlatna koplja, 4 četvrtina vodoravna podjela, gore na crvenom polju zlatna kruna u kojoj stoji srebrena guska glavom okrenuta u desno, guska je okrunjena zlatnom krunom i ima oko vrata zlatni lanac s medaljinom, dolje šahovsko polje plavo srebreno. Središnji grb: na zlatnom polju crna pantera.[4/5] |
|     | Benedetti (Split) Titula: Conte veneto, Splitsko plemstvo - (HR) Podjela na četvrtine. 1 četvrtina okomita podjela, lijevo crveno polje i desno plavo polje, preko svega zlatne skale s tri prečke, na prvoj prečki stoji zlatni križ. 2 i 3 četvrtina vodoravna podjela. Gore na plavom polju gornja polovina zlatnog lava drži zlatni rog, dolje na ctvenom polju tri srebrena cvijeta (ruže) 1, 2. 4 Četvrtina na srebrenom polju srebrena ruka u crvenom rukavu, izlazi s desna iz srebrena oblaka, drži crvenu vatru koja izlazi iz zelenog ćupa (grb Vendramini). [1/1,2/1] - (HR) Okomita podjela, lijevo crveno polje i desno plavo polje, preko svega zlatne skale s tri prečke, na prvoj prečki stoji zlatni križ. [1/57,2/1] - (HR) Kameni reljef, grb na pročelji kuće Benedetti, Split |
|     | Bergelić (Split) Titula: Osorsko plemstvo, vitez Zlatne ostruge (HR) Vodoravna podjela. Gore na plavom polju zlati orao, dolje na srebrenom polju tri lijevo kose zlatne grede. [2/11,4/6] (HR) Na plavom polju zlatni orao. [2/98] |